# Ізабелла Міко
Ізабелла Анна Микола́йчак, тж. Ізабелла Міко (пол. Izabella Anna Mikołajczak, Izabella Miko; нар. 21 січня 1981, Лодзь) — польська акторка, модель, співачка та продюсерка.
Народилася в сім'ї акторів. Виросла у Варшаві, де навчалась в Національній балетній школі. У 15 років переїхала з матір'ю в Нью-Йорк на запрошення американського хореографа. Після травми в 1997 році кар'єра балерини закінчилась. У 2000 році знялась в своїй першій ролі в американському фільмі «Бар «Бридкий койот»», а в 2001 році отримала головну роль у фільмі «Ніч вампірів». Знялась в трьох епізодах телевізійного серіалу «Дедвуд» (2005), а також у відео на пісню «Mr. Brightside» гурту The Killers.
За версією журналу Maxim Міко зайняла 48 місце в топ-листі Hot 100 Women Of the Year 2001 року.

## Фільмографія
| Рік  |   | Українська назва       | Оригінальна назва     | Роль                |
| ---- | - | ---------------------- | --------------------- | ------------------- |
| 1989 | ф | Пан Клякса в космосі   | Pan Kleks w kosmosie  | Дівчина із сірником |
| 1991 | ф | Хай живе кохання!      | Niech zyje milosc     | Донька Куби         |
| 1993 | с | Польська кухня         | Kuchnia polska        | Зюзя Шиманко        |
| 2000 | ф | Бар «Бридкий койот»    | Coyote Ugly           | Камілла             |
| 2001 | ф | Ніч вампірів           | The Forsaken          | Меган               |
| 2002 | ф | Мінімальні знання      | Minimal Knowledge     | Рене                |
| 2004 | ф | Gramercy Park          | Gramercy Park         | Софі Мансур         |
| 2005 | ф | Берег                  | The Shore             | Каліоп              |
| 2005 | с | Дедвуд                 | Deadwood              | Керрі               |
| 2005 | ф | Прощавай, чорний дрізд | Bye Bye Blackbird     | Еліс                |
| 2006 | ф | Парк                   | Park                  | Кріста              |
| 2006 | ф | Будинок Ашерів         | The House of Usher    | Джилл Міхелсон      |
| 2006 | ф | Останній танець 2      | Save the Last Dance 2 | Сара                |
| 2007 | ф | Гуркіт                 | Crashing              | Крістен             |
| 2007 | ф | Пластівці              | Flakes                | Полуниця            |
| 2007 | ф | Очікування             | Waiting               | Молода жінка        |
| 2008 | ф | Траса Скіпа            | Skip Tracer           | Людмила             |
| 2008 | ф | Весь цей блюз          | Dark Streets          | Мадлен              |
| 2009 | ф | Кохай і танцюй         | Kochaj i tancz        | Ханя                |
| 2009 | ф | Фальшива личина        | Double Identity       | Кетрін              |
| 2010 | с | Love Bites             | Love Bites            | Одрі                |
| 2010 | ф | Битва Титанів          | Clash of the Titans   | Афіна               |
| 2010 | ф | Повернення             | Repo                  | Тіммі               |
| 2010 | с | Плащ                   | The Cape              | Рая                 |
| 2011 | ф | Епоха героїв           | Age of Heroes         | Дженсен             |
| 2011 | с | Хаос                   | Chaos                 | Грета               |

## Музична кар'єра
У 2006 році написала і виконала пісню під назвою «I Can't Ignore» до фільму «Будинок Ашерів», в якому виконала одну з головних ролей. А в 2009 році пісня «In Between Your Breaths and Your Words» до фільму «Кохай та танцюй».